# Bezistan de Brusa
Pour les articles homonymes, voir Brusa.
Le bezistan de Brusa, également connu sous le nom de bezistan de Rustem-pacha, est un marché situé en Bosnie-Herzégovine, sur le territoire de la Ville de Sarajevo. Cet ensemble urbanistique, qui remonte à 1561, est inscrit sur la liste des monuments nationaux de Bosnie-Herzégovine.
Le bezistan, situé dans le quartier de Baščaršija, est devenu une annexe du Musée de Sarajevo.

## Localisation

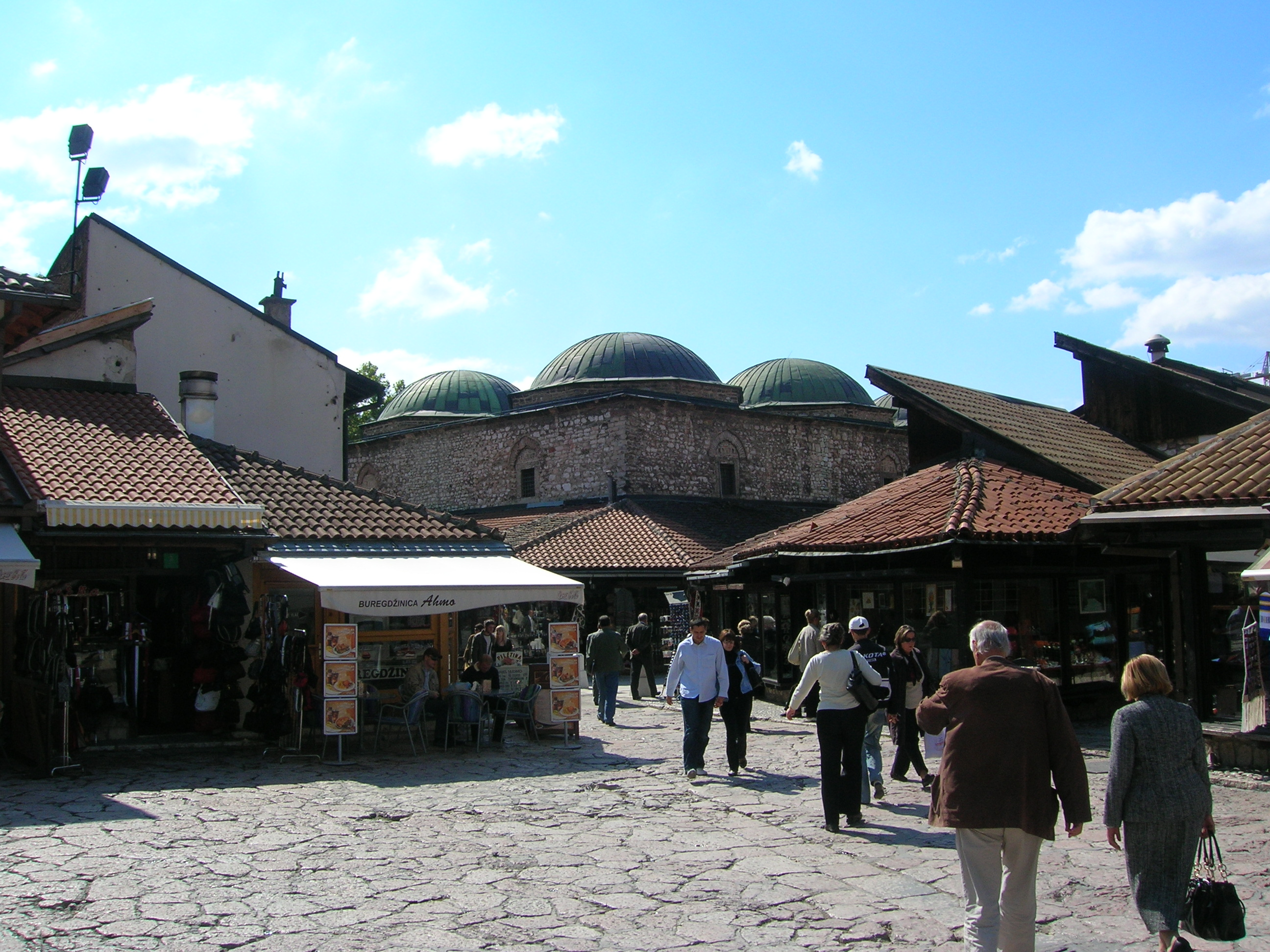
Autre vue du bezistan

## Histoire
Dans une des diverses réorganisations de la ville au cours des siècles de l'Empire ottoman, en 1551, le grand vizir Rustem-pacha Opuković, en ordonne la construction, comme magasin de prestige pour la vente d'articles de soie (venant de Brusa, ou Bursa, une des destinations des routes de la soie), de petits meubles et d'objets décoratifs. Apparemment sans relation avec les fondations privées ("vakuf", Waqf).
Le bâtiment est de forme rectangulaire, à un étage, avec une porte d'entrée, bien protégée, au milieu de chaque côté, et six dômes. L'étage est (et était) une large galerie ouverte sur le milieu du bâtiment-magasin.
C'est devenu une annexe en vieille ville du Musée National, très endommagé pendant les guerres et le siège. Il présente, dans des vitrines avec texte en bosnien et en anglais, un concentré de l'histoire de Sarajevo et de la région : Préhistoire, Antiquité, Illyriens, Romains, Slaves, Moyen-Âge, et à l'étage les époques ottomanes puis austro-hongroise. Au centre du bâtiment s'impose un plan en relief de la vieille ville de Sarajevo, sans doute vers 1600, donnant une assez bonne idée de l'urbanisme (réel ou rêvé) de cette partie commerçante, cosmopolite, et plutôt privilégiée, des villes ottomanes.

## Description
De l'extérieur, c'est simplement un grand bâtiment, peu visible, sur lequel s'appuient de nombreux petits commerces.

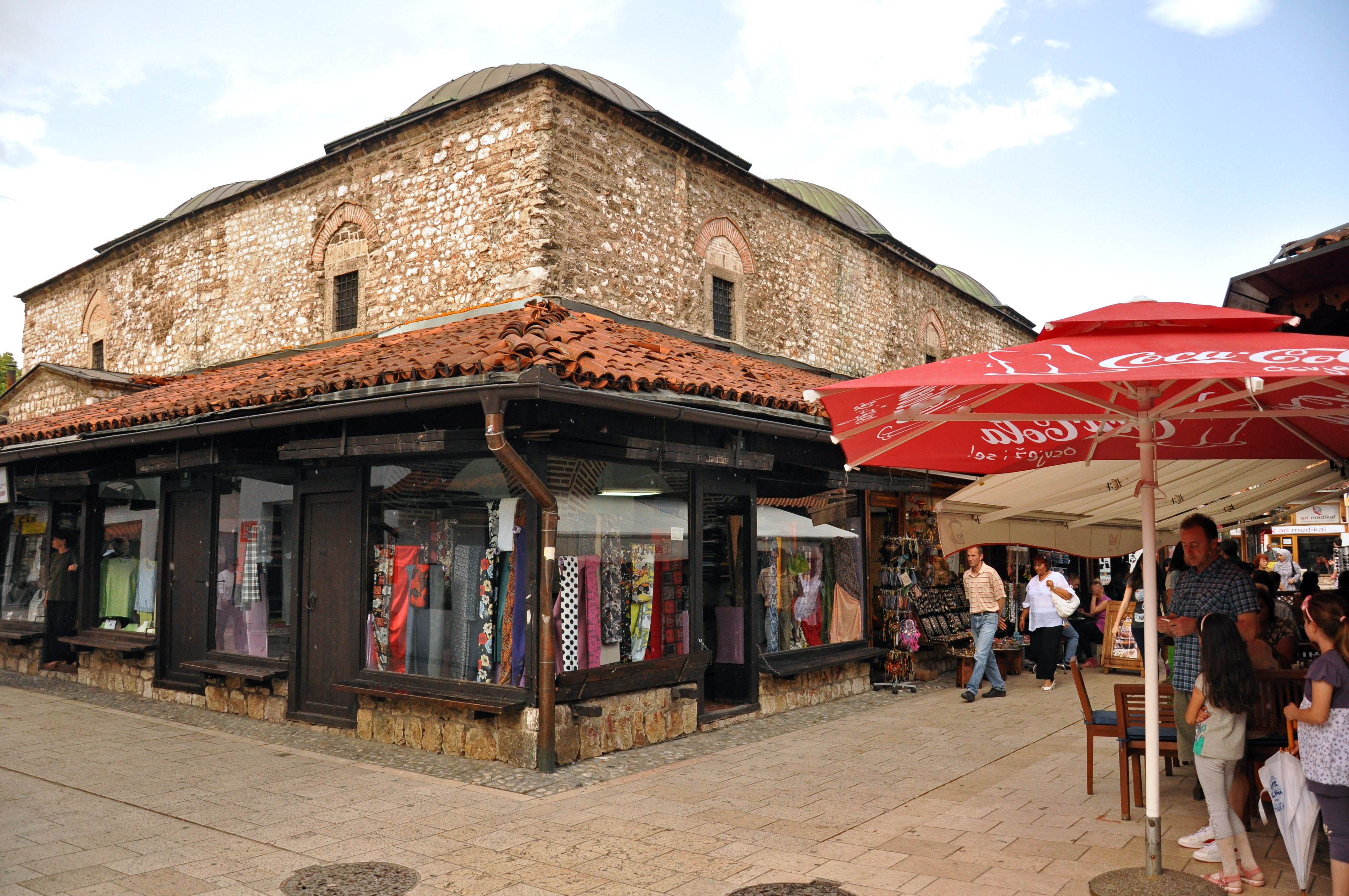
Autre vue du bezistan